# Фінал чемпіонату Європи з футболу 2004
Фінал чемпіонату Європи з футболу 2004 — футбольний матч, у якому визначався переможець чемпіонату Європи з футболу 2004. Матч відбувся 24 липня 2004 року на стадіоні Луж у столиці Португалії місті Лісабон. У матчі зустрілися збірні Португалії та Греції. Перемогу у матчі з рахунком 1:0 здобула грецька збірна.

## Деталі
| 4 липня 2004 19:45 WEST |

| Португалія | 0–1      | Греція          |
| ---------- | -------- | --------------- |
|            | Протокол | - Харістеас 57' |

| Да Луж, Лісабон Глядачів: 62,865 Арбітр: Маркус Мерк (Німеччина) |

| Portugal | Greece |

| ВР                  | 1  | Рікарду           |       |     |
| ЗХ                  | 13 | Мігел             |       | 43' |
| ЗХ                  | 4  | Жорже Андраде     |       |     |
| ЗХ                  | 16 | Рікарду Карвалью  |       |     |
| ЗХ                  | 14 | Нуну Валенте      | 90+3' |     |
| ПЗ                  | 18 | Маніше            |       |     |
| ПЗ                  | 6  | Коштінья          | 12'   | 60' |
| ПЗ                  | 17 | Кріштіану Роналду |       |     |
| ПЗ                  | 20 | Деку              |       |     |
| ПЗ                  | 7  | Луїш Фігу (к)     |       |     |
| НП                  | 9  | Паулета           |       | 74' |
| Заміни:             |    |                   |       |     |
| ЗХ                  | 2  | Паулу Феррейра    |       | 43' |
| ПЗ                  | 10 | Руй Кошта         |       | 60' |
| НП                  | 21 | Нуну Гоміш        |       | 74' |
| Головний тренер:    |    |                   |       |     |
| Луїс Феліпе Сколарі |    |                   |       |     |

| ВР               | 1  | Антоніс Нікополідіс    |       |     |
| ЗХ               | 2  | Юркас Сейтарідіс       | 63'   |     |
| ЗХ               | 19 | Міхаліс Капсіс         |       |     |
| ЗХ               | 5  | Траянос Деллас         |       |     |
| ЗХ               | 14 | Панайотіс Фіссас       | 67'   |     |
| ПЗ               | 21 | Костас Кацураніс       |       |     |
| ПЗ               | 7  | Теодорос Загоракіс (к) |       |     |
| ПЗ               | 6  | Ангелос Басінас        | 45+2' |     |
| ПЗ               | 9  | Ангелос Харістеас      |       |     |
| ПЗ               | 8  | Стеліос Яннакопулос    |       | 76' |
| НП               | 15 | Зісіс Врізас           |       | 81' |
| Заміни:          |    |                        |       |     |
| ЗХ               | 3  | Стеліос Венетідіс      |       | 76' |
| НП               | 22 | Дімітріс Пападопулос   | 85'   | 81' |
| Головний тренер: |    |                        |       |     |
| Отто Рехагель    |    |                        |       |     |

| Гравець матчу: Теодорос Загоракіс (Греція) Асистенти арбітра: Крістіан Шреєр (Німеччина) Ян-Гендрік Зальвер (Німеччина) Четвертий арбітр: Андерс Фріск (Швеція) | Правила: - 90 хвилин основного часу - 30 хвилин додаткового часу за необхідності, з правилом срібного гола - Післяматчеві пенальті за нічийного рахунку в додатковий час - До трьох замін на кожну команду |